# Comuna Novoselîțea, Teceu
Novoselîțea (în ucraineană Новоселиця) este o comună în raionul Teceu, regiunea Transcarpatia, Ucraina, formată din satele Novoselîțea (reședința) și Tîsalovo.

## Demografie
Componența lingvistică a comunei Novoselîțea
     Ucraineană (99,61%)
     Alte limbi (0,38%)
Conform recensământului din 2001, majoritatea populației comunei Novoselîțea era vorbitoare de ucraineană (99,61%), existând în minoritate și vorbitori de alte limbi.